# Apiocera englishae
Apiocera englishae är en tvåvingeart som beskrevs av Paramonov 1953. Apiocera englishae ingår i släktet Apiocera och familjen Apioceridae. Inga underarter finns listade i Catalogue of Life.